# プレデター級哨戒艇
プレデター級哨戒艇（プレデターきゅうしょうかいてい、英語: Predator Class Patrol Boat）は、中華人民共和国で開発され、イラク海軍で使用されている哨戒艦艇。2003年以降のイラク軍の再建時に最初に導入された艦艇の一つである。

## 概要

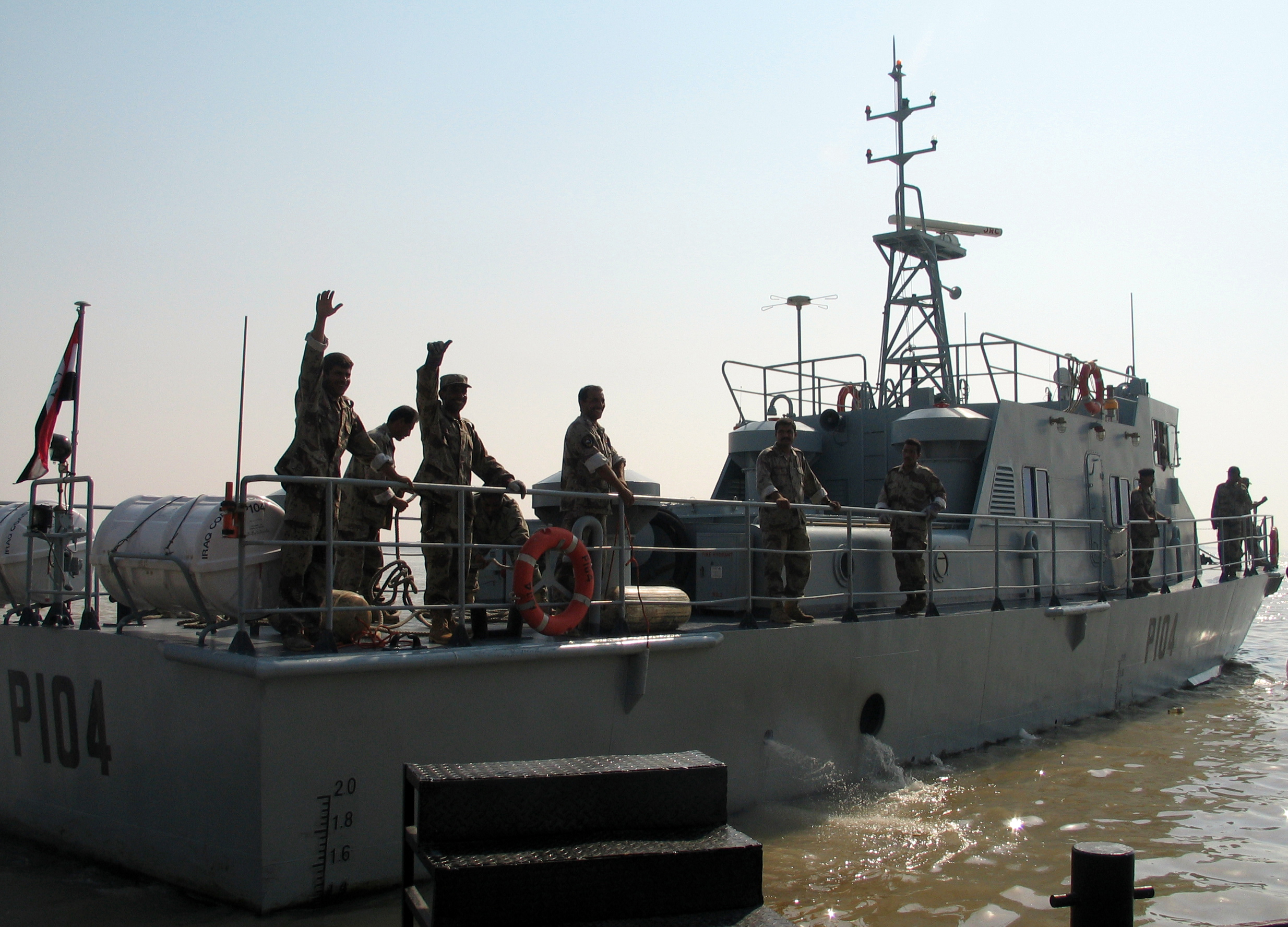
引き渡されたばかりのプレデター級哨戒艇。新生イラク海軍最初の船出である。

プレデター級哨戒艇は、サッダーム・フセイン政権下のイラクで使用するために中国に発注され、武汉南华高速船舶工程股份有限公司で建造された。なお本級は石油食料交換プログラムの下で購入され、本来ならこのままイラク海軍で使用される予定であったが、2003年のイラク戦争によって導入できなかった。その後、アメリカ合衆国経由で復興・再建段階の新生イラク軍に導入され、新生イラク軍最初の艦艇の一つになった。性能としては全長27メートル、速度32ノットで、乗員は14名である。